# 7455 Podosek
7455 Podosek este un asteroid din centura principală, descoperit pe 2 martie 1981, de Schelte Bus.